# Liste des routes communales en Haïti
Cette page liste des routes communales en Haïti.
Elles partent des routes nationales ou départementales et relient des centres urbains.
Leur référence est composée souvent de 3 chiffres dont le premier est lié à la route nationale dont elles partent.

## Routes communales
| RC        | Communes traversées                     | Longueur (km) |
| --------- | --------------------------------------- | ------------- |
| RC 100-K  | Les Gonaïves - Terre-Neuve - Anse-Rouge | 66 km         |
| RC 102-A  | Anse-Rouge - Jean-Rabel                 | 41 km         |
| RC 200-B  | L'Asile - Aquin                         | 14 km         |
| RC 200-C  | Cavaillon                               | 6 km          |
| RC 201-A  | L'Asile - Anse-à-Veau                   | 25 km         |
| RC 204-A  | Cavaillon - Aquin                       | 26 km         |
| RC 205-A  | Torbeck                                 | 10 km         |
| RC 205-B  | Arniquet                                | 4 km          |
| RC 205-C  | Saint-Jean-du-Sud                       | 11 km         |
| RC 300-B  | Boucan-Carré                            | 9,3 km        |
| RC 400-A  | Jacmel                                  | 19 km         |
| RC 400-B  | Bainet - Jacmel                         | 32 km         |
| RC 502-A  | Môle Saint-Nicolas - Jean-Rabel         | 16 km         |
| RC 700-A  | Maniche                                 | 21,7 km       |
| RC 700-B  | Abricots - Jérémie                      | 27 km         |
| RC 701-A  | Pestel - Corail                         | 17 km         |
| Sources : |                                         |               |